# Vlaklast

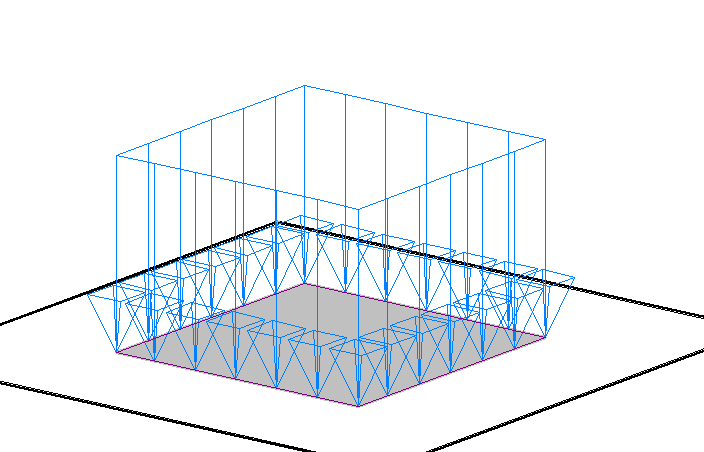
Vlaklast op een plaat

Een vlaklast is een belasting die aangrijpt op een constructiedeel, waarbij de lengte en breedte van het belastingoppervlak, een significante grootte hebben ten opzichte van het constructiedeel. Uit praktisch oogpunt kunnen ook aaneenschakelingen van puntlasten en lijnlasten, van ongeveer gelijke grootte, worden samengevoegd tot vlaklasten.
Vlaklasten worden in een constructieberekening ingevoerd teneinde de optredende vervormingen en spanningen in de constructie te kunnen bepalen. De totale belasting, door de vlaklast uitgeoefend, bedraagt: oppervlak van de vlaklast * gemiddelde grootte van de vlaklast. In formulevorm: {\displaystyle F=A.p_{gem}}.
Voorbeelden van vlaklasten zijn:
- een sneeuwbelasting
- opslag van goederen op een plaat of een terrein (ertsopslag in een haven)
- een hoeveelheid geparkeerde auto's in een parkeergarage (in feite een aaneenschakeling van puntlasten)
- een optocht van personen op een brug
- waterdrukken op de wand en vloer van een bassin

statische belasting ·
dynamische belasting

permanente belasting · 
veranderlijke belasting · 
bijzondere belasting ·
momentane belasting

uiterste grenstoestand · 
bruikbaarheidsgrenstoestand ·
belastingsfactor

puntlast · 
lijnlast · 
vlaklast · 
verhinderde vervorming